# Ariel Nahuelpán
Ariel Gerardo Nahuelpán Osten (Villa Luro, 15 ottobre 1987) è un calciatore argentino, attaccante del Santa Cruz.

## Caratteristiche tecniche
Gioca come attaccante centrale.

## Carriera
Nel 2006 ha debuttato nel campionato argentino di calcio con la maglia del Nueva Chicago; dopo varie buone prestazioni, il Coritiba lo ha acquistato per disputare il Campeonato Brasileiro Série A 2008. Scaduto il contratto che lo legava al Coritiba, si è accasato al Racing Santander.

## Palmarès

### Club

#### Competizioni statali
- Campionato Paranaense: 2

Coritiba: 2008, 2010

#### Competizioni nazionali
- Campeonato Brasileiro Série B: 1

Coritiba: 2010